# Dragove
Dragove je naselje na sjeveroistočnom dijelu Dugog otoka, 4 km jugoistočno od Božave i 9 km sjeverozapadno od mjesta i trajektne luke Brbinj. Nalazi se na rubu manjeg ali plodnog polja, i udaljeno cca 400 m od uvale Bokašin. Na regionalnoj je prometnici koja prolazi duž cijelog otoka. 
Ispred sjeveroistočne obale otočići su Tatišnjak, Veliki Planatak i Mali Planatak te Magarčić, a ispred jugozapadne obale niski je otočić Mežanj s pješčanom plažom Veli žal. Okolica je naseljena već u antičko doba (rimski ostaci podno brežuljka Dumbovice), hrvatsko se naselje spominje u pisanim spomenicima od 14. stoljeća. Ovdje je imala posjede zadarska obitelj Drago, a u 15. stoljeću otkupila ih je zadarska obitelj Salomoni. Župna crkva sv. Leonarda sagrađena je u 12./13. stoljeću. Na istaknutu položaju, odakle se pruža lijep pogled na okolicu, crkvica je Gospe od Dumbovice koja se spominje od 15. stoljeća. Na blagdane Velike i Male Gospe rado je posjećena od hodočasnika sa šireg područja Zadarske nadbiskupije.

## Stanovništvo
| broj stanovnika | 219   | 500   | 221   | 285   | 352   | 323   | 392   | 333   | 381   | 370   | 332   | 311   | 78    | 139   | 42    | 36    | 18    |
|                 | 1857. | 1869. | 1880. | 1890. | 1900. | 1910. | 1921. | 1931. | 1948. | 1953. | 1961. | 1971. | 1981. | 1991. | 2001. | 2011. | 2021. |